# (38821) Linchinghsia
(38821) Linchinghsia (2000 RJ78) – planetoida z pasa głównego asteroid okrążająca Słońce w ciągu 3,47 lat w średniej odległości 2,29 j.a. Odkryta 9 września 2000 roku.